# Hua (planta)
Hua es un género de plantas con flores perteneciente a la familia Huaceae. Comprende 2 especies descritas y pendientes de ser aceptadas.

## Taxonomía
El género fue descrito por Pierre ex De Wild. y publicado en Ann. Mus. Congo Belge, Bot. sér. 5, 1[3]: 288. 1906 La especie tipo es: Hua gabonii Pierre ex De Wild.

## Especies pendientes de aceptar
A continuación se brinda un listado de las especies del género Hua (planta) aceptadas hasta mayo de 2014, ordenadas alfabéticamente. Para cada una se indica el nombre binomial seguido del autor, abreviado según las convenciones y usos. 
- Hua gabonii Pierre ex De Wild.
- Hua parvifolia Engl. & K.Krause